# Байкальский сельсовет
Байкальский сельсовет — сельское поселение в Болотнинском районе Новосибирской области Российской Федерации.
Административный центр — деревня Байкал.

## История
Статус и границы сельского поселения установлены Законом Новосибирской области от 2 июня 2004 года № 200-ОЗ «О статусе и границах муниципальных образований Новосибирской области»

## Население
| 2002 | 2010 | 2012 | 2013 | 2014 | 2015 | 2016 |
| ---- | ---- | ---- | ---- | ---- | ---- | ---- |
| 799  | ↘705 | ↗718 | ↘700 | ↘688 | ↘680 | ↘654 |
| 2017 | 2018 | 2019 | 2020 | 2021 |      |      |
| ↗665 | ↘662 | ↘644 | ↘613 | ↘597 |      |      |

## Состав сельского поселения
| № | Населённый пункт | Тип населённого пункта          | Население |
| - | ---------------- | ------------------------------- | --------- |
| 1 | Байкал           | деревня, административный центр | ↘546      |
| 2 | Вознесенка       | деревня                         | ↗64       |
| 3 | Малиновка        | деревня                         | ↘95       |

В 2025 году упразднена  деревня Абрамовка